# Marija Jelić
Marija Jelić est une joueuse de volley-ball serbe née le 16 avril 1987 à Belgrade. Elle mesure 1,85 m et joue au poste de réceptionneuse-attaquante. 

## Clubs
| Club                          | De        | À         |
| ----------------------------- | --------- | --------- |
| OK Tent Obrenovac             | 2005-2006 | 2011-2012 |
| Saint-Chamond Volley-Ball     | 2012-2013 | 2013-2014 |
| Volley-Ball Romans            | 2014-2015 | 2014-2015 |
| Maltepe Yalı Spor             | 2015-2016 | 2015-2016 |
| LP Kangasala                  | sep 2016  | déc 2016  |
| Club omnisports de Saint Fons | jan 2017  | mai 2017  |
| Anadolu Üniversitesi          | 2017-2018 | 2017-2018 |
| AEL Limassol                  | 2018-2019 | 2018-2019 |
| Volley-Ball Romans            | 2019-2020 | 2020-2021 |
| 2GVB-Cardinals                | 2021-2022 | 2021-2022 |

## Palmarès
- Coupe de Chypre
  - Finaliste : 2019.
- Championnat de Chypre
  - Finaliste : 2019.